# Râmeț
Râmeț é uma comuna romena localizada no distrito de Alba, na região histórica da Transilvânia. A comuna possui uma área de 79.44 km² e sua população era de 626 habitantes segundo o censo de 2007.